# Point de Suture
Point de Suture es el séptimo álbum de estudio de la artista francesa Mylène Farmer. El álbum  presenta muchos géneros musicales como el electro pop (en pistas como Dégénération o C'est Dans L'air) el pop-rock (Paradis Inanimé) y dulces baladas (Point de Suture).
La producción musical es como siempre comisionada por Laurent Boutonnat mientras que Mylène Farmer es autora de todas las letras. El álbum presenta alguna característica como el dueto entre Mylène Farmer y el cantante americano Moby en la pista Looking for my name o la pista mística Ave Maria.
Desde su aparición, el álbum Point de Suture goza de un gran éxito (3.er mejor arranque del año), en Bélgica (Disco de platino), en Suiza (Disco de Oro), y en Rusia (Disco de Platino en un solo día). En dos meses, el álbum alcanza las 550 000 ventas y para enero de 2009 alcanza una suma de 750 000.
Todos los sencillos del álbum obtienen la mejor puntuación del año y se clasifican No.1 en ventas en Francia permitiendo así a la cantante ser la primera artista en clasificar la mayor cantidad de títulos en el primer lugar del Top 50 a partir de su creación con un total de 9 canciones al número uno, más que nadie en la historia de las listas de ventas francesas.
Muchas pistas del álbum serán presentadas durante su nueva gira en 2009.

## Lista de canciones
| N.º | Título                            | Duración |  |
| 1.  | «Dégénération»                    | 5:24     |  |
| 2.  | «Appelle Mon Numéro»              | 5:30     |  |
| 3.  | «Je M'ennuie»                     | 4:22     |  |
| 4.  | «Paradis Inanimé»                 | 4:23     |  |
| 5.  | «Looking For My Name» (with Moby) | 4:17     |  |
| 6.  | «Point de Suture»                 | 4:48     |  |
| 7.  | «Réveiller Le Monde»              | 4:16     |  |
| 8.  | «Sextonik»                        | 4:35     |  |
| 9.  | «C'est Dans L'air»                | 4:29     |  |
| 10. | «Si J'avais Au Moins...»          | 5:30     |  |
| 11. | «Ave Maria» (Ghost track)         | 5:00     |  |

## Sencillos
| Año  | Título                   | Publicación                                              | Ventas (Francia) | Certificación | Certificación | Posición | Posición | Posición | Posición |
| ---- | ------------------------ | -------------------------------------------------------- | ---------------- | ------------- | ------------- | -------- | -------- | -------- | -------- |
| Año  | Título                   | Publicación                                              | Ventas (Francia) | FR            | BE (WA)       | FR       | FR (DD)  | BE (WA)  | SUI      |
| 2008 | "Dégénération"           | 19 de junio de 2008 (Download) 18 de agosto de 2008 (CD) | 90,000           | —             | —             | 1        | 1        | 1        | 26       |
| 2008 | "Appelle mon numéro"     | 3 de noviembre de 2008                                   | 85,000           | —             | —             | 1        | 22       | 7        | 53       |
| 2009 | "Si j'avais au moins..." | 16 de febrero de 2009                                    | 45,000           | —             | —             | 1        |          | 25       | 72       |
| 2009 | "C'est dans l'air"       | 27 de abril de 2009                                      | 70,000           | —             | —             | 1        | 26       | 13       | 44       |
| 2009 | "Sextonik"               | 24 de agosto de 2009                                     | 20,000           |               |               | 1        |          | 25       | 77       |

- Datos: Q2568478